# Chris Surety
Chris Surety (eigentlich Christopher Walter Edward Surety; * 4. Januar 1937) ist ein ehemaliger britischer Hürdenläufer, der sich auf die 400-Meter-Distanz spezialisiert hatte.
1962 erreichte er bei den Leichtathletik-Europameisterschaften in Belgrad über 400 m Hürden das Halbfinale. Bei den British Empire and Commonwealth Games in Perth wurde er für England startend Sechster über 440 Yards Hürden.
Seine persönliche Bestzeit von 51,0 s stellte er am 2. September 1961 in Dortmund auf.
1960 wurde er Englischer Meister über 220 Yards Hürden.